# 金承大
金承大（韓語：김승대／金承大，1991年4月1日—），出生于韩国慶尙北道浦項市，韩国足球运动员，司职前锋，現效力於K聯賽1球隊全北現代汽車，曾效力于中超聯賽球队延边富德。

## 俱樂部生涯
金承大于2013年赛季加入浦项制铁队，于2013年韩国足协杯浦项对阵全北现代汽车的比赛上攻入首球。
2016年赛季，金承大加入了中超延邊長白山足球俱樂部。2016年5月8日中超聯賽第8輪比賽中，金承大打入其個人中超首球。